# San-Francisco-Strumpfbandnatter

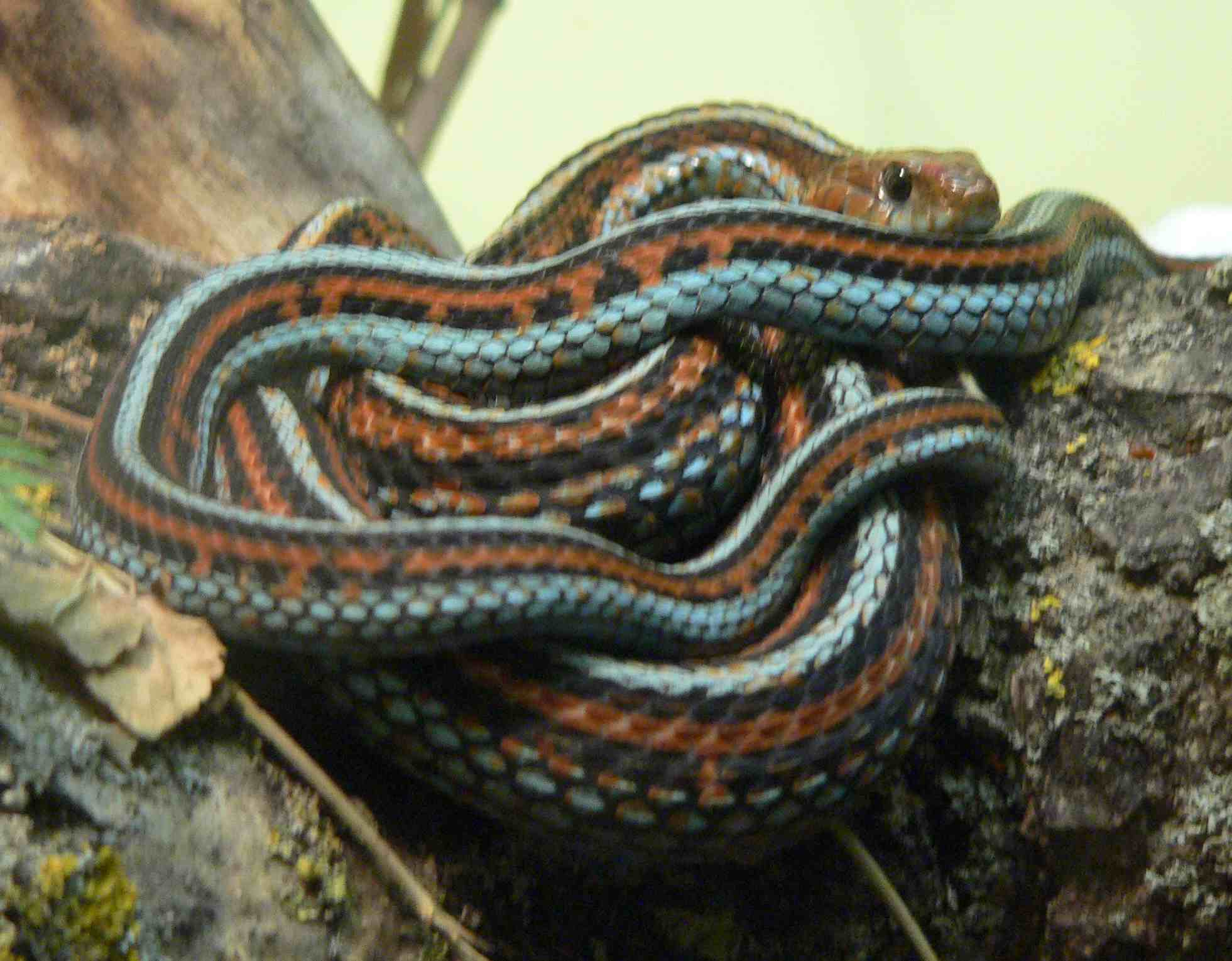
San-Francisco-Strumpfbandnatter

Die San-Francisco-Strumpfbandnatter (Thamnophis sirtalis tetrataenia) ist eine selten vorkommende Unterart der Gewöhnlichen Strumpfbandnatter (Thamnophis sirtalis).

## Merkmale, Lebensweise und Status
Wie für alle Strumpfbandnattern gilt auch für die San-Francisco-Strumpfbandnatter: Weibchen werden meist einen Meter lang, manchmal bis zu 1,20 m. Männchen erreichen selten eine Länge von mehr als 70 cm. 
Sie haben ein breites Nahrungsspektrum und fressen Fische, Nacktschnecken, Würmer, Amphibien, Mäuse, Ratten, sogar kleine Vögel. Ein Wurf umfasst in der Regel fünf bis fünfundzwanzig Jungtiere.
Diese wegen ihrer rot-blauen Farbe besonders beliebte Strumpfbandnatter ist vom Aussterben bedroht. Ihr Wildbestand wurde in den 90er Jahren auf nur noch 200 bis 1.500 Tiere geschätzt.

## Zucht
Sie steht seit Mitte der 1970er Jahre in den USA unter Artenschutz. Besitz, Handel und damit auch die Nachzucht der San-Francisco-Strumpfbandnatter durch private Terrarianer sind dort verboten. Früher sollen sogar die in Zoos entstandenen Nachzuchten an Kobras verfüttert worden sein. In allen anderen Ländern gibt es keine besonderen Auflagen zur Zucht und Haltung. 
Aus fünf importierten Tieren aus Memphis entstand in den 1980er Jahren die erste europäische Zucht, zunächst in Zoos, vor allem im Rotterdamer Tiergarten. Nachzuchten dieser werden als „Rotterdamer Blutlinie“ bezeichnet. Später wurden nachgezüchtete Tiere auch in private Hände abgegeben. Ab Mitte der 1990er Jahre wurden diese durch fünf Tiere der so genannten „österreichischen Blutlinie“ ergänzt. Diese Linie wurde nie durch Untersuchungen des Erbgutes bestätigt. 
Die Nachzucht dieser Unterart gestaltet sich Berichten einzelner Züchter zufolge aufgrund von Inzuchteffekten schwieriger als bei anderen Strumpfbandnatter-Arten. Diese Tiere sollen öfter krank sein und teilweise auch an Krankheiten leiden oder sterben, die sich bei anderen Unterarten nicht so stark auswirken.

## Verbreitung
Die San-Francisco-Strumpfbandnatter hat ihren natürlichen Lebensraum in einem nur kleinen Gebiet an der kalifornischen Südwestküste der USA nahe San Francisco.